# Посадний острів
Поса́дний острів (рос. Посадный остров) — невеликий острів у Східно-Сибірському морі, є частиною островів Анжу в складі Новосибірських островів. Територіально відноситься до Республіки Саха, Росія.
Острів розташований біля південно-західного краю острова Земля Бунге, в гирлі бухти Малигінців. Має видовжену із заходу (мис Фоменка) на схід форму. Низовинний, максимальна висота сягає всього 2 м. Вкритий піском
| Росія | Це незавершена стаття з географії Росії. Ви можете допомогти проєкту, виправивши або дописавши її. |